# J.B.O.
JBO (James Blast Orchester) – niemiecki zespół heavymetalowy z  Erlangen. JBO został założony w 1989 przez Vito C. i Hannesa Holzmanna. W 2000 roku zespół zaczął tworzyć własne kompozycje.
Zespół pierwotnie nazywał się James Blast Orchester lecz nazwa została skrócona do JBO (lub J.B.O.).

## Covery
- "Ace of Spades (umgepflügt)" = Motörhead, "Ace of Spades"
- "Always Look on the Dark Side of Life" = Monty Python, "Always Look on the Bright Side of Life"
- "Angie" = The Rolling Stones, "Angie"
- "Angie (Quit Living on Dreams)" = Falco, "Jeanny"
- "Arschloch und Spaß dabei" = Bloodhound Gang, "Fire Water Burn"
- "Der Ossi sucht das Glück" = Franco Godi, "Viva La Felicità"
- "Diggin' the Nose (Hier bohrt der Boss noch selbst)" = Bruce Springsteen, "Born in the U.S.A."
- "Dio in Rio" = United Balls, "Pogo in Togo"
- "Drogen (Teil 3)" = Twisted Sister, "We're not gonna take it"
- "Ein bißchen Frieden" =
  - Nicole, "Ein bißchen Frieden"
  - Rammstein, "Wollt ihr das Bett in Flammen sehen?"
- "Ein Fest" = Village People, "Go West"
- "Eine schöne Geschichte" = Manowar, "The Warrior’s Prayer"
- "Ejaculatio praecox" = Nirvana, "Smells Like Teen Spirit"
- "Fahrende Musikanten" = Nina & Mike, "Fahrende Musikanten"
- "Frauen" = Herbert Grönemeyer, "Männer"
- "Fränkisches Bier" = Udo Jürgens, "Griechischer Wein"
- "Geh mer halt zu Slayer" = Righeira, "Vamos a la Playa"
- "Gimme Doop Joanna" = Eddy Grant, "Gimme Hope Jo'anna"
- "Girls, Girls, Girls" = Sailor, "Girls Girls Girls"
- "Glenn Leipzig: Mudder" = Glenn Danzig, "Mother"
- "Head Bang Boing" = Manu Chao, "Bongo Bong"
- Ich glaube du liebst mich nicht mehr" = "Weird Al" Yankovic, "You Don’t Love Me Anymore"
- "Ich möcht so gerne Metal hör'n" = Truck Stop, "Ich möcht so gern Dave Dudley hör'n"
- "Ich sag J.B.O.!" = Captain Sensible, "Wot!"
- "Ich schwör!" = All-4-One, "I swear"
- "Ich vermisse meine Hölle" = Zlatko, "Ich vermiss dich wie die Hölle"
- "Ich will, dass du mich willst" = Cheap Trick, "I Want You To Want Me"
- "I Don’t Like Metal" = 10cc, "Dreadlock Holiday"
- "Im Verkehr" = Johnny Wakelin, "In Zaire"
- "Ist da irgendjemand da" = Scorpions, "Is There Anybody There"
- "J.B.O." = Manowar, "Carry On"
- "Ka Alde, ka G’schrei" = Bob Marley, "No Woman, No Cry"
- "Könige" = Rio Reiser, "König von Deutschland"
- "Kuschelmetal" =
  - Rod Stewart, "I’m Sailing"
  - The Beatles, "Let It Be"
  - The Beatles, "Yellow Submarine"
  - Gene Kelly, "Singin' in the Rain"
  - Kansas, "Dust in the Wind"
  - piosenka ludowa, "My Bonnie Lies over the Ocean"
  - piosenka ludowa, "Drunken Sailor"
  - John Denver, "Take Me Home, Country Roads"
- "Lieber Fieber" = Peggy Lee, "Fever"
- "Mei Alde is im Playboy drin" = The J. Geils Band, "Centerfold"
- "M.E.T.A.L." = Ottawan, "D.I.S.C.O."
- "Melodien für Melonen" =
  - nieznany, "Romance Anónimo"
  - Henryk VIII, "Greensleeves"
  - Jerrold Immel, "Dallas"
  - piosenka ludowa, "Yankee Doodle"
  - Ludwig van Beethoven, "IX symfonia"
  - Ludwig van Beethoven, "Dla Elizy"
- "Mir sta'dd'n 'etz die Feier" = Billy Joel, "We Didn’t Start the Fire"
- "Musiker" = Harpo, "Moviestar"
- "Noch ein Meister" = Mike Oldfield, "Shadow on the Wall"
- "Oaargh!" = Wir sind Helden, "Nur ein Wort"
- "Osama" = Toto, "Rosanna"
- "Pabbarotti & Friends: Roots Bloody Roots" = Sepultura, "Roots Bloody Roots"
- "Rache!" = Commodores, "Nightshift"
- "Raining Blood" = Weather Girls, "It’s Raining Men"
- "Rauch auf'm Wasser" = Deep Purple, "Smoke on the Water"
- "Rock Muzik" = [M], "Pop Muzik"
- "Satan ist wieder da" = Willem, "Tarzan ist wieder da"
- "Schlaf Kindlein, schlaf" = Metallica, "Enter Sandman"
- "Schlumpfozid im Stadgebiet" = Vader Abraham, "Das Lied der Schlümpfe"
- "Skorpione – vom Winde verdreht" = Scorpions, "Rock You Like a Hurricane"
- "Socken kauf ich nur noch bei Wöhrl" = Status Quo, "Rockin’ All Over the World"
- "Sven Reverb: Nur geträumt" = Nena, "Nur geträumt"
- "Symphonie der Verstopfung" = Megadeth, "Symphony of Destruction"
- "Tschibum" = Spider Murphy Gang, "Sch-Bum (S Leb'n is wiar a Traum)"
- "Tutti Frutti" = Little Richard, "Tutti Frutti"
- "Vanhalien Harmonists: Jump" = Van Halen, "Jump"
- "Walk with an Erection" = The Bangles, "Walk Like an Egyptian"
- "Wessi Girls" = Rick Springfield, "Jessie's Girl"
- "Wir ham' ne Party" = Backstreet Boys, "Everybody (Backstreet's Back)"
- "Wir ham’s geschafft!" =
  - J.B.O., "Sex Sex Sex"
  - Marilyn Manson, "The Dope Show"
  - Sodom, "Ausgebombt"
  - Manowar, "Pleasure Slave"
- "Wir sind die Champignons" = Queen, "We Are the Champions"

## Dyskografia

### Albumy studyjne
- 1994: Eine gute CD zum Kaufen!
  - 1994: Eine gute CD zum Saufen!
- 1994: BLASTphemie
  - 1994: BLASTphemie (Weihnachts Edition)
- 1995: Explizite Lyrik
- 1996: No Business Like Shoebusiness
- 1996: Der weiße Hai im Dechsendorfer Weiher
- 1996: Die Megra-Hit-Twingle
- 1997: Laut!
- 1998: Meister der Musik
- 1999: 10 Jahre Blödsinn - Das JBO Home-Video
- 2000: Sex Sex Sex
- 2001: Live-Sex
- 2002: Rosa Armee Fraktion
- 2004: United States of Blöedsinn
- 2005: Eine gute BLASTphemie zum Kaufen!
- 2005: TV Blöedsinn - DVD
- 2005: JBO für Anfänger
- 2006: Rock Muzik
- 2007: Head Bang Boing
- 2009: I Don’t Like Metal – I Love It
- 2011: Killeralbum

### Single
- 1997: Wir sind die Champignons
- 1997: Bolle
- 1998: Ällabätsch
- 2000: Sex Sex Sex
- 2000: Ich Sag' J.B.O.
- 2001: Bums Bums Bums Bums
- 2002: Ich will Lärm
- 2004: Gänseblümchen
- 2009: Angie – Quit Living On Dreams